# Pour It Up
Singles de Rihanna
Stay
(2013) Loveeeeeee Song
(2013)
Pour It Up est une chanson de l'artiste barbadienne Rihanna, issue de son septième album studio, Unapologetic (2012). La chanson est sortie en tant que 3e single en France, le 8 janvier 2013. Pour It Up a été coécrite et produite par le producteur hip-hop Mike Will Made It et coproduite par J-Bo. L'écriture additionnelle a été effectuée par Theron Thomas, Timothy Thomas. Pour It Up reçut un accueil mitigé des critiques, certains l'ont jugée comme une piste qui ne se démarquait pas assez tandis que d'autres estimaient qu'elle avait sa place sur l'album. La chanson débuta à la 90e place du classement américain Billboard Hot 100 et s'est plus tard retrouvée à la 19e place du même classement. Au total, le titre s'est écoulé à 1,2 million d'exemplaires aux États-Unis.

## Clip vidéo
Le clip de la chanson a été dévoilé le 2 octobre 2013 sur la chaîne Youtube de Rihanna. Le clip est diffusé en France, après 22h00 avec une interdiction aux moins de 12 ans sur certaines chaînes, sur d'autres diffusé avec une interdiction aux moins de 16 ans et après 23h00. Trace Urban et NRJ Hits le diffusent avec une signalétique "Déconseillé aux moins de 12 ans".

## Classement hebdomadaire
| Classement (2012-2013)         | Meilleure position |
| ------------------------------ | ------------------ |
| Australie (ARIA)               | 55                 |
| Canada (Hot 100)               | 49                 |
| France (SNEP)                  | 81                 |
| États-Unis (Hot 100)           | 19                 |
| États-Unis (Dance Club Songs)  | 29                 |
| États-Unis (R&B/Hip-Hop Songs) | 6                  |

## Historique de sortie
| Pays       | Date           | Format          | Label   |
| ---------- | -------------- | --------------- | ------- |
| États-Unis | 8 janvier 2013 | Diffusion radio | Def Jam |